# IBM International Chess Tournament
Het IBM-schaaktoernooi was een internationaal schaaktoernooi dat tussen 1961 en 1981 in Amsterdam werd gehouden. Het toernooi werd gesponsord door computerfabrikant IBM.

## Geschiedenis

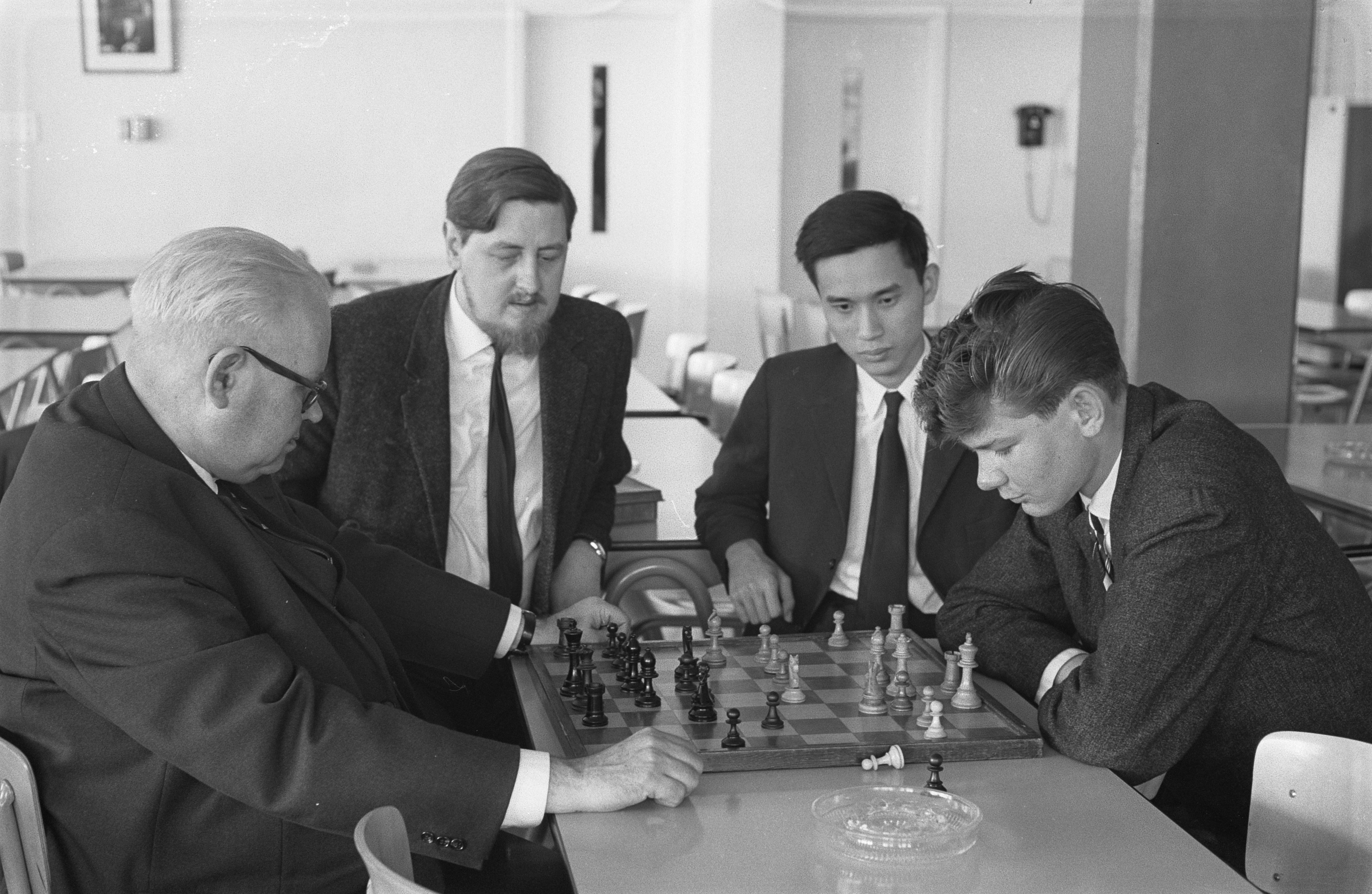
IBM 1962: Ludwig Rellstab, Donner, Tan, Hartoch

Het IBM-schaaktoernooi, in 1961 begonnen als een vooral Nederlands zomertoernooi, werd een toonaangevend schaaktoernooi met diverse internationale grootmeesters (en vijf wereldkampioenen) als deelnemers. Organisator Berry Withuis wist IBM als sponsor voor het toernooi te strikken. Dat was een logische stap, omdat het bedrijf in die jaren actief bezig was met programmeertalen, kunstmatige intelligentie en schaakcomputers. De eerste winnaar van het toernooi, in 1961, was Kick Langeweg. In 1962 deelde de Indonesische schaker Tan Hoan Liong de overwinning samen met de Israëlische grootmeester Moshe Czerniak. Lajos Portisch won het IBM-toernooi drie keer (in 1963, 1967 en 1969). Jan Timman, Anthony Miles en Lev Poloegajevski werden twee keer toernooiwinnaar.
Toen IBM in 1981 zijn bemoeienis stopte,  sponsorde OHRA het OHRA-schaaktoernooi in Amsterdam tot en met 1990.

## Winnaars

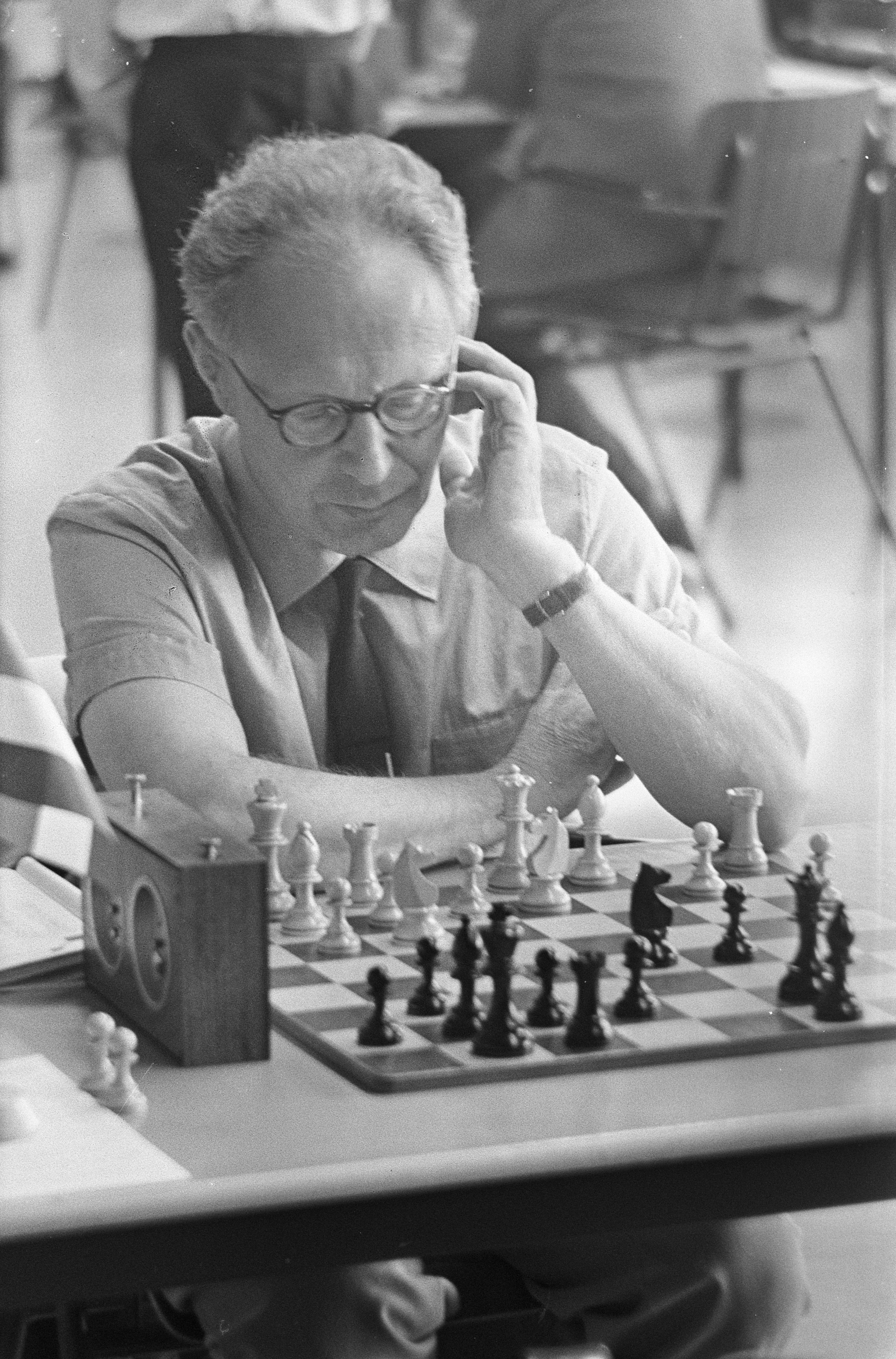
1966: Michail Botvinnik

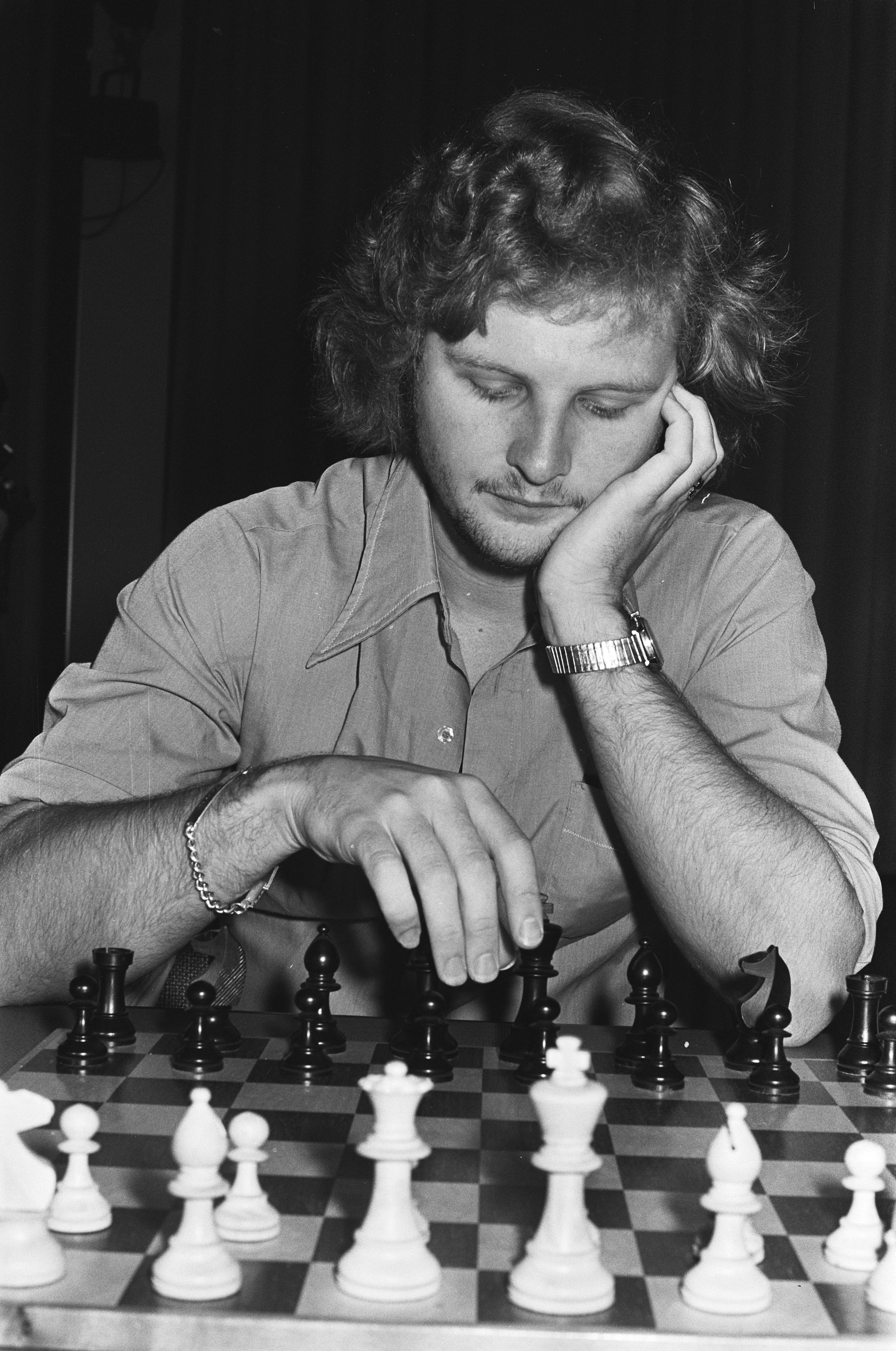
IBM 1977: Anthony Miles

| Editie | Jaar | Winnaars                                          | Tweede plaats                                         | Derde plaats                                                                  | Vierde plaats                                  | Aantal deelnemers |
| ------ | ---- | ------------------------------------------------- | ----------------------------------------------------- | ----------------------------------------------------------------------------- | ---------------------------------------------- | ----------------- |
| 1      | 1961 | Kick Langeweg                                     | J.H. Donner                                           | Jens Enevoldsen                                                               | Robert Wade                                    | 12 spelers        |
| 2      | 1962 | Tan Hoan Liong Moshe Czerniak                     |                                                       | J.H. Donner                                                                   | Georg Kieninger                                | 12 spelers        |
| 3      | 1963 | Lajos Portisch                                    | Moshe Czerniak J.H. Donner                            |                                                                               | Bruno Parma, Borislav Milic, Mijo Udovcic      | 10 spelers        |
| 4      | 1964 | Bent Larsen                                       | J.H. Donner                                           | Andreas Dueckstein                                                            | Heinz Lehmann                                  | 10 spelers        |
| 5      | 1965 | J.H. Donner                                       | Bruno Parma                                           | László Szabó                                                                  | Petar Trifunović                               | 10 spelers        |
| 6      | 1966 | Michail Botvinnik                                 | Arturo Pomar                                          | Salo Flohr                                                                    | Coen Zuidema                                   | 10 spelers        |
| 7      | 1967 | Lajos Portisch                                    | Aleksandr Kotov                                       | Dragoljub Ciric, Kick Langeweg                                                |                                                | 12 spelers        |
| 8      | 1968 | Lubomir Kavalek                                   | David Bronstein                                       | Dragoljub Ciric, Kick Langeweg, Levente Lengyel, Hans Ree, Leonid Sjamkovitsj |                                                | 16 spelers        |
| 9      | 1969 | Lajos Portisch                                    | Vladimir Liberzon                                     | Evgueni Vassioukov                                                            | Mato Damjanović Leonid Stein                   | 16 spelers        |
| 10     | 1970 | Lev Poloegajevski Boris Spasski                   |                                                       | Wolfgang Uhlmann                                                              | Efim Geller                                    | 16 spelers        |
| 11     | 1971 | Vassily Smyslov                                   | Walter Browne Paul Keres Lajos Portisch               |                                                                               |                                                | 16 spelers        |
| 12     | 1972 | Lev Poloegajevski                                 | Viktor Kortsjnoj                                      | Wolfgang Uhlmann                                                              | László Szabó                                   | 16 spelers        |
| 13     | 1973 | Tigran Petrosjan Albin Planinc                    |                                                       | Lubomir Kavalek                                                               | Boris Spasski                                  | 16 spelers        |
| 14     | 1974 | Borislav Ivkov Vladimir Toekmakov Vlastimil Jansa |                                                       |                                                                               | Zoltan Ribli                                   | 16 spelers        |
| 15     | 1975 | Ljubomir Ljubojevic                               | Hans Bohm Sergeï Makarytchev László Szabó Jan Smejkal |                                                                               |                                                | 16 spelers        |
| 16     | 1976 | Anthony Miles Viktor Kortsjnoj                    |                                                       | Gyula Sax                                                                     | Iván Faragó Dragoljub Velimirović              | 16 spelers        |
| 17     | 1977 | Anthony Miles                                     | Krunoslav Hulak                                       | Lubomir Kavalek, Vladimir Liberzon                                            |                                                | 16 spelers        |
| 18     | 1978 | Jan Timman                                        | Zoltan Ribli                                          | Dzindzichashvili, Vlastimil Hort, Helmut Pfleger                              |                                                | 14 deelnemers     |
| 19     | 1979 | Vlastimil Hort Gyula Sax                          |                                                       | Ulf Andersson, Jan Smejkal                                                    |                                                | 14 deelnemers     |
| 20     | 1980 | Anatoli Karpov                                    | Jan Timman                                            | Genna Sosonko                                                                 | Vlastimil Hort                                 | 8 deelnemers      |
| 21     | 1981 | Jan Timman                                        | Anatoli Karpov Lajos Portisch                         |                                                                               | Vlastimil Hort Lubomir Kavalek Vassili Smyslov | 12 deelnemers     |

## Trivia

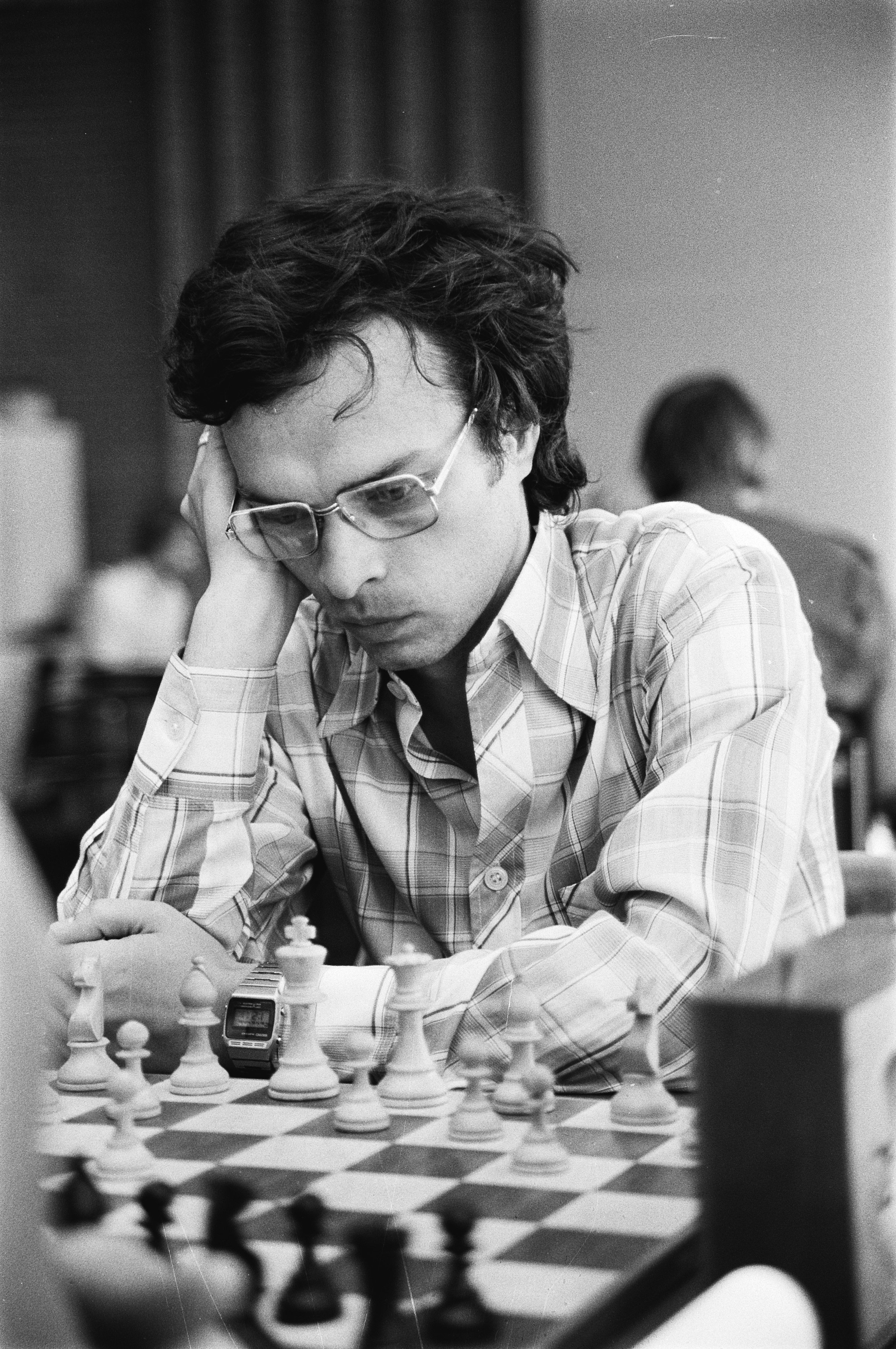
IBM 1979: Gyula Sax

- In 1978 verscheen ter gelegenheid van het 18e IBM-schaaktoernooi een Nederlandse schaakpostzegel van 40 cent.